# Uracil
Uracil je jedna od četiri nukleobaze RNK-a koja zamjenjuje timin koji se nalazi u DNK-u. Kao i timin, uracil može formirati bazni par s adeninom pomoću dvije vodikove veze, ali mu nedostaje metilna grupa koja postoji u timinu. Uracil će, za razliku od timina, lakše degenerirati u citozin. Vrlo se rijetko nalazi u DNK-u.
Kao lijek protiv raka rabi se 5-fluorouracil koji inhibira replikaciju enzima RNK-a, čime se eliminira sinteza RNK-a i zaustavlja rast stanica raka.
Uracil se rabi kao pomoć sintezi mnogih enzima potrebnih za stanične funkcije kroz vezivanje s ribozom i fosfatima.  Služi kao regulator i koenzim za reakcije u ljudskom tijelu i biljkama.
Uracil je također uključen u biosintezu polisaharida i transport šećera koji sadrže aldehide. 